# 木村俊彦
木村 俊彦（きむら としひこ、1926年 -2009年5月27日 ）は、建築構造家。建築家前川國男のアトリエ出身。半世紀に亘って数多くの建築作品に携わり、1980年代より槇文彦、篠原一男、磯崎新、原広司、安藤忠雄ら著名建築家の作品の構造設計を手掛けた。

## 略歴
- 1926年 香川県高松市に生まれる
- 1950年 東京大学工学部建築学科卒業
- 1950年 前川國男建築設計事務所入所
- 1952年 横山構造設計事務所へ移籍
- 1964年 木村俊彦構造設計事務所を設立
- 1977年 日本建築学会賞業績賞受賞
- 2006年 日本建築学会大賞受賞
- 2009年 5月27日死去、享年82

## 主な構造設計作品

### 独立前
- 神奈川県立音楽堂、晴海高層アパート、ブリュッセル万国博覧会・日本館、東京文化会館、蛇の目本社ビル　意匠設計は前川國男。

### 独立後

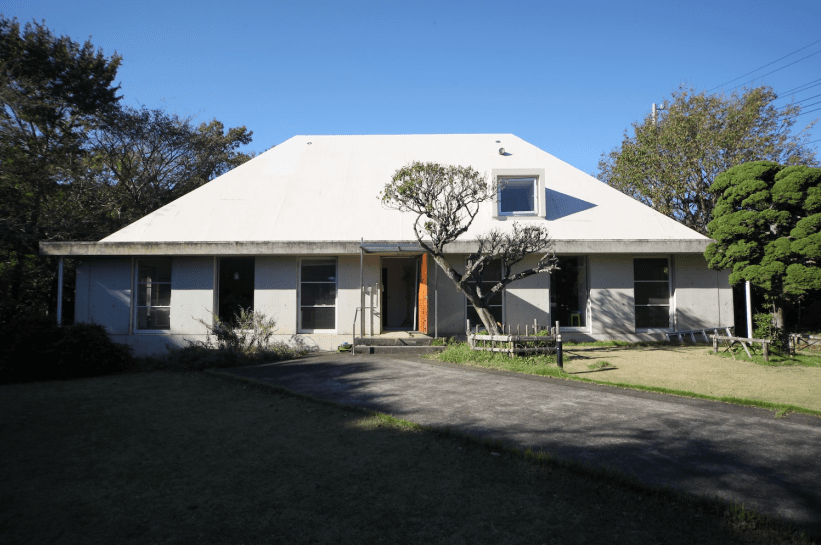
愛鷹裾野の住宅（設計は篠原一男）

- 瀬戸内海歴史民俗資料館（1974年度 日本建築学会賞作品賞受賞）意匠設計は山本忠司。
- 国立京都国際会館、大阪万国博覧会・住友童話館　意匠設計は大谷幸夫。
- 千葉県文化会館、栃木県庁舎・議会棟、大阪万国博覧会・シンボルゾーン・メインゲート、多摩センター駅前広場　意匠設計は大高正人。
- 東京経済大学図書館、品川教会グロリアチャペル　意匠設計は鬼頭梓。
- オラン大学　意匠設計は丹下健三。
- アメリカ大使館宿舎　意匠設計はハリー・ウィーズ&アソシエイツ。
- 北九州市立中央図書館、つくばセンタービル、水戸芸術館、お茶の水スクエア　意匠設計は磯崎新。
- 広尾タワーズ・広尾ホームズ、沖縄国際海洋博覧会・水族館、藤沢市秋葉台文化体育館、SPIRAL（スパイラル・青山）、京都国立近代美術館、幕張メッセ、慶應義塾湘南藤沢キャンパス、東京体育館、東京キリストの教会　意匠設計は槇文彦。
- 猪熊弦一郎美術館、葛西臨海水族園　意匠設計は谷口吉生。
- 佐賀県立博物館、実験集合住宅NEXT21、明治神宮神楽殿　意匠設計は内田祥哉。
- 日本浮世絵美術館、東京工業大学百年記念館　意匠設計は篠原一男。
- 梅田スカイビル、京都駅　意匠設計は原広司。
- 八代市立博物館・未来の森ミュージアム、松山ITMビル、下諏訪町立諏訪湖博物館・赤彦記念館　意匠設計は伊東豊雄。
- 兵庫県立美術館　意匠設計は安藤忠雄。
- 女子聖学院 礼拝堂・講堂棟、福山暁の星学院・体育館、石原なち子記念体育館　意匠設計は長島孝一。
- 新高松空港旅客ターミナルビル　意匠設計は長島正充。
- 藤沢市湘南台文化センター、新潟市民文化会館　意匠設計は長谷川逸子。
- 高知県立坂本竜馬記念館　意匠設計は高橋晶子。
- 公立はこだて未来大学　意匠設計は山本理顕。

## 著作及び関連書籍
- 「日本現代建築家シリーズ17　木村俊彦」　新建築社
- 「構造設計とは」　鹿島出版会
- 「構造の原理と解法(1)〜(3)」　彰国社
- 「木村俊彦の設計理念」　鹿島出版会
- 「建築家という生き方」　日経BP出版
- 「素顔のイサム・ノグチ 日米54人の証言」　四国新聞
- 「五重塔はなぜ倒れないか（上田篤編）」　新潮社
- 「構造設計の初心-木村俊彦=初期の軌跡」木村俊彦構造設計事務所

## 木村事務所出身の構造家
- 渡辺邦夫
- 梅沢良三
- 新谷眞人
- 佐々木睦朗
- 池田昌弘
- 久田基治（事務所を引き継ぐ）
- 西薗博美
- 佐藤淳 (建築家・構造家)